# 데니스 다비도프 (축구 선수)
데니스 알렉세예비치 다비도프(러시아어: Денис Алексеевич Давыдов, 1995년 3월 22일 ~, 모스크바)는 러시아의 축구 선수이다. 현재 러시아 프로페셔널 풋볼 리그의 FC 즈나먀 트루다 오레크호보주예보 소속으로, 포지션은 공격수이다.